# Работа на себя
Работа на себя — практика использования рядовым сотрудником ресурсов компании для личных проектов без цели личного обогащения. Эта ситуация отличается от воровства готовых изделий или материалов и принимает самые различные формы, некоторые из них безобидны для дела (секретарша договаривается о свидании, используя рабочее время и рабочий телефон), некоторые даже могут быть для компании весьма полезны, например, когда сотрудник тайно от начальства делает рабочий проект по собственной инициативе с целью «доказать» что-то самому себе или начальнику. Практика работы на себя получила широкое распространение с появлением массового производства.

## Терминология
Название практики не устоялось, обычно применяются идиоматические выражения, например, фр. perruque, «парик» со множеством региональных вариантов: фр. bricoles, pinailles, bousilles, pindilles. В американском английском применяются англ. homers, government jobs, в британском англ. idling, pilfering.
Немецкий: U-Boot-Forschung (буквально «подводная наука») или Graue Projekte («серые проекты»).
О. Смоляк считает, что термин «работа на себя» предпочтительнее, чем «работа налево», «калым», «шабашка» с их мотивом обогащения и, тем более, «несуны», который ассоциируется с мелкими кражами. В ситуации работы на себя сотрудник похищает у предприятия время, а не материальные ценности и создаёт не товар на продажу, а бриколаж, обычно для домашнего потребления.
Работа на себя происходит вне контроля компании и тем самым принципиально отличается от «сканкворкс», «шарашки», где по указанию высшего руководства компании небольшой группе талантливых сотрудников разрешается самоорганизация и обход бюрократических процедур. Некоторые исследователи также отличают неформальную работу на себя от узаконенного «свободного времени», выделяемого на личные проекты некоторыми компаниями.

## Творчество
Переход промышленности к автоматизации и углубление разделения труда означают для большинства сотрудников монотонную, нетворческую работу; инициатива и самоконтроль оказываются невостребованными и даже мешают. Работа на себя имитирует ремесленное производство, которое сотрудники связывают с творческим и добровольным трудом.

## Социальная практика
Работа на себя является спланированным действием, которому нет места в социальном устройстве, и которое вынуждено под существующий порядок подстраиваться, изыскивая ниши и обходы для своего проявления. Такую работу можно рассматривать как мягкое сопротивление устройству индустриального общества с его отчуждение человека от результатов его труда или как отстаивание «рабочей гордости» и профессиональной автономии, чувства собственного достоинства. В условиях социалистической экономики работа на себя также была связана с ожиданием реализации идеи об общенародной собственности на средства производства.
В моменты работы на себя рабочий не обслуживает механизмы, а хитрит с целью продемонстрировать собственный талант и солидарность с другими сотрудниками или семьёй. Работа на себя часто требует вовлечения коллег и устанавливает неформальные связи, даёт возможность делиться участием с равными в
социально-экономическом плане и приносит признание этих людей. Появляется и возможность неформального общения на равных с коллегами более высокого статуса (для рабочих — с инженерами).

## Подход руководства
Работа на себя рассматривается как нарушение заведённого порядка, подход руководства к работе на себя варьирует от наказаний до «закрытия глаз» на широко распространённую практику.

### Узаконенная работа на себя
Отсутствие доступа к ресурсам предприятия для личных целей может вызвать ощущение неуважительного отношения к труду, и отразиться на трудовой морали. Особенно болезненно отсутствие автономии воспринимается в НИОКР, где формальные правила и процедуры зачастую угнетают изобретательность, поэтому для предприятия выгоден некоторый уровень «внутреннего предпринимательства», «интрапренёрства». Некоторые высокотехнологические компании для поддержания духа творчества явно разрешают разработчикам тратить часть своего времени на проекты, которые им нравятся (результаты работы при этом принадлежат компании, проекты должны быть задекларированы). Наиболее известными примерами являются 3M (15 % времени) и Гугл (20 %). Однако, инициативные разработки зачастую проводятся в секрете, «подпольно», без поддержки организации; в английском языке эта практика обозначается термином англ. bootlegging (по аналогии с производством самогона). Хотя коллеги и непосредственный начальник иногда знают о проекте, такая разработка в целом проходит без ведома руководства, зачастую вопреки прямому запрету начальства: «когда начальник говорит, что это не может работать, сила на его стороне … когда я получаю результат, баланс сил меняется».